# Ithonidae
Ithonidae (nomeados, em inglês, Moth lacewings; com a palavra moth significando mariposa, ou traça, em português) é uma família de insetos da ordem Neuroptera, classificada por Edward Newman no ano de 1838, ao nomear o gênero australiano Ithone, e que encontra o seu principal centro de espécies no sudeste da Ásia e Oceania; mas também abrangendo três gêneros monotípicos nas Américas do Norte e Central; incluindo a única espécie dos Estados Unidos, Oliarces clara, encontrada em regiões desérticas do sudoeste.

## Características principais de Neuroptera Ithonidae e seus gêneros
Ithonidae são robustos e muitas vezes peludos, similares às mariposas Hepialidae e distribuídos geograficamente nos gêneros Ithone, Megalithone, Varnia (na Austrália e Tasmânia), Rapisma (na região indo-malaia), Adamsiana, Narodona e Oliarces (na América, com exceção da América do Sul). Rapisma foi, anteriormente, considerado como o único gênero da família Rapismatidae, embora haja poucas evidências para a manutenção desta separação; caracterizado pelos corpos largos, cabeças retraídas sob um protórax resistente, antenas curtas e asas largas, geralmente esverdeadas, amareladas ou acastanhadas e dotadas de venações complexas. Espécimes de Ithonidae são relativamente raros em coleções, embora emergências de indivíduos em grupo tenham sido registradas com Oliarces e Ithone após chuvas sazonais. Adamsiana curoi, nativa das montanhas da América Central, é a única espécie, nesta família, em que as fêmeas são ápteras enquanto os machos são alados.

## Habitat e hábitos das larvas
As larvas de Ithonidae são fossoriais, escarabeiformes com abdômens grandes e inchados, dotadas de pernas curtas e com olhos ausentes; emergindo como adultos, em massa, alguns dias por ano, copulando e depois morrendo. As larvas de uma espécie na Austrália estão associadas às raízes de eucaliptos e a única espécie norte-americana ocorre perto de arbustos de Larrea tridentata. Desta maneira propôs-se que elas pudessem ser fitófagas ou pelo menos saprófagas na casca e nas raízes das plantas, um hábito altamente incomum para larvas de Neuroptera.